# Fehérjevizelés
Fehérjevizelésnek (latinul proteinuria) nevezzük azt a laboratóriumi tünetet, amikor a vizelet fehérjetartalma nagyobb a normálisnál, embernél > 150 mg/nap.

## Egészséges ember vizeletének fehérjetartalma
Egészséges egyén veséjének nefronjaiban csak az alacsony molekulasúlyú (20–40 kilodaltonnál kisebb) fehérjék filtrálódnak a vérplazmából a szűrletbe, s a proximális tubulusban ezeknek mintegy 90%-uk aktívan visszavételre kerül. A Henle-kacs felszálló szárában aztán a maradék filtrálódott plazmafehérjékhez hozzáadódik az itt szecernált Tamm–Horsfall-fehérje, így végül ezek összege adja a vizelet fehérjetartalmát, mely normálisan 100–150 milligramm naponta. Ennek 40%-a albumin, 20%-a további 30-40-féle plazmafehérje, 40%-a pedig a Tamm–Horsfall-protein.

## Proteinúriák típusai
A károsodás helye szerint megkülönböztetünk glomeruláris, tubuláris és túlfolyásos fehérjevizelést.

### Glomeruláris proteinúriák
Glomeruláris proteinúriát a vesetestecskék glomerulusainak károsodása okoz, mivel így a normálisnál nagyobb mennyiségű fehérje kerül a szűrletbe, a normálisnál nagyobb fehérjéket is tartalmazva. A proteinúria mértéke 200–több ezer mg/nap.
- Szelektív glomeruláris proteinúria: megnő a vizelet albumin- és transzferrin-tartalma, de nagyobb globulinokat nem lehet kimutatni.
- Nem szelektív glomeruláris proteinúria: a vizeletben nagyobb globulinok is megjelennek. Súlyosabb glomeruluskárosodásra utal, mint az előző.

#### Nevezetes glomeruláris proteinúriák
- Mikroalbuminúria (microalbuminuria): 30–300 mg/nap, más megfogalmazásban 20–200 mg/liter albuminürítés. Diabéteszes vagy hipertóniás vesekárosodás korai jele lehet, s kockázati tényezőt jelent a szív- és érrendszeri betegségekre nézve.
- Makroalbuminúria (macroalbuminuria): 300 mg/nap (illetve 200 mg/l) feletti albuminürítés.
- Ortosztatikus proteinúria (orthostaticus proteinuria): főleg fiatal férfiakat érintő, csak nappal (tudniillik álláskor) kimutatható, enyhe fehérjevizelés. Ártalmatlan jelenség, nem tekintjük betegségnek.
- Átmeneti/intermittáló proteinúria: lázat vagy fizikai megterhelést kísérő enyhe, ártalmatlan fehérjevizelés.
- Nefrózis-szindróma: 3000 mg/nap (mások szerint 3500 mg/nap) feletti proteinúriával, hipoproteinémiával (a vérplazma fehérjetartalma kórosan alacsony), testszerte ödémákkal, valamint a vérplazma emelkedett koleszterin- és triglicerid-tartalmával járó tünetegyüttes.

### Tubuláris proteinúriák
Tubuláris proteinúria esetén a glomerulusok egészségesek lehetnek, viszont a proximális tubulusok károsodása miatt a szűrlet fehérjéinek visszavétele nem megfelelő. Megnő a vizeletben a β2-mikrogobulin és a retinolkötő fehérje mennyisége. A proteinúria kisebb, mint 1000–2000 mg/nap.

### Túlfolyásos proteinúriák
Túlfolyásos proteinúria (overflow-proteinuria) esetén mind a glomerulusok, mint a tubulusok egészségesek lehetnek, viszont valamilyen kis molekulasúlyú fehérje rendellenesen nagy mennyiségben van jelen a vérplazmában, s így a szűrletbe kikerülve telíti a tubulusok fehérje-visszavevő kapacitását, és nagy mennyiségben marad a vizeletben.
- Bence Jones-proteinúria: mielóma multiplexben (mely egy daganatos betegség) az immunglobulin-könnyűláncok mennyisége nő meg a vizeletben.
- Mioglobinúria (myoglobinuria): izomkárosodást követően a vizeletben megnő a mioglobin mennyisége. Ez akut veseelégtelenséghez vezethet.
- Hemoglobinúria (haemoglobinuria): a vörösvértestek nagyfokú pusztulását (hemolízist) követően a vizeletben a hemoglobin mennyisége nő meg, mely szintén veseelégtelenséget okozhat.